# Joyce Chen
Joyce Chen, (chinesisch 廖家 艾, Pinyin Liào Jiā'ài; * 14. September 1917 in Peking, China; † 23. August 1994 in Lexington, Massachusetts) war eine chinesische Köchin, Gastronomin,  Kochbuchautorin, Fernsehköchin und Unternehmerin. Ihr wird die Popularisierung der chinesischen Küche in den USA zugeschrieben. Sie prägte den Namen „Peking Raviolis“ und erhielt das Patent für den Wok mit flachem Boden und Griff.

## Leben und Werk
Chen wurde als jüngstes von neun Kindern eines hochrangigen Beamten der Qing-Dynastie während der republikanischen Ära unter Sun Yat-sen geboren. 1932 zog ihre Familie nach Shanghai, wo sie 1942 Thomas Chen (Chen Da Zhong) heiratete. Das Paar bekam drei Kinder: zwei wurden in Shanghai geboren und das dritte wurde in Cambridge (Massachusetts) geboren, wo sich die Familie niedergelassen hatte, nachdem sie 1949 kurz vor der kommunistischen Revolution aus China geflohen war.
1958 eröffnete Chen ihr erstes von vier Restaurants und begann 1960 am Cambridge Centre for Adult Education und am Boston Centre for Adult Education Unterricht in Chinesischer Küche zu erteilen. 1962 publizierte sie ihr erstes Kochbuch: das Joyce Chen Cook Book. Sie veröffentlichte es auf eigene Kosten, da die Verlage keine Farbbilder von Lebensmitteln drucken wollten. Sie verkaufte über 6000 Exemplare ihres Buches in ihren Restaurants, bevor das Buch gedruckt wurde. Schließlich interessierte sich ein Verlag und verkaufte im Laufe der Jahre weitere 70.000 Exemplare und noch mehr in späteren Nachdrucken. 1966 verkaufte sie nach ihrer Scheidung das ursprüngliche Restaurant an ihren Ex-Mann, der es 1972 in ein japanisches Restaurant umwandelte.

### Fernsehköchin
1967 kochte sie im National Educational Television (NET), dem heutigen Public Broadcasting Service (PBS) in ihrer eigenen Kochshow  Joyce Chen Cooks , von der 26 Folgen gesendet wurden. Die Kochshow wurde in den USA und schließlich in Großbritannien und Australien ausgestrahlt. Sie wurde später dafür kritisiert, Rezepte für den amerikanischen Geschmack anzupassen und zu vereinfachen, obwohl sie in einer Zeit Pionierarbeit leistete, in der nur wenige Zuschauer Zugang zu authentischen chinesischen Zutaten und Aromen hatten. Ihre Rezepte waren der erste Einblick vieler amerikanischer Zuschauer in die Herstellung von chinesischem Essen, jenseits von amerikanisierten Gerichten wie Chop Suey und Chow mein. Sie stellte dem amerikanischen Publikum auch einige damals neuartige Küchenutensilien vor, darunter den Wok und das chinesische Kochmesser. Um ihre englische Aussprache zu verbessern, lernte sie dafür mit Stimmtrainern. Reader’s Digest verlieh ihr für ihre Sendungen eine Auszeichnung für Bildungsfernsehen.
1968 nahm sie ihre Kinder mit auf eine Weltreise mit einem Pan Am Flight 001 und 1972 reiste sie in demselben Jahr wieder nach China, in dem Präsident Richard Nixon China zum ersten Mal besuchte.
1971 brachte sie eine Reihe hochwertiger chinesischer Kochutensilien unter dem Namen  Joyce Chen Products  auf den Markt. Zu dieser Zeit half sie bei der Popularisierung des chinesischen Kochgeschirrs und hielt das Designpatent (USD221397S) für einen Wok mit flachem Boden und einem Griff, den sie "Peking-Wok" nannte. Sie führte auch Schneidbretter aus Polyethylen ein, die in Japan von Sumitomo Bakelite hergestellt wurden. 1982 wurde  Joyce Chen Specialty Foods  gegründet, um Saucen in Flaschen und andere Aromen zu verkaufen.
1976 erlitt sie eine schwere Verletzung an ihrer rechten Hand und unterzog sich einer Operation, die die Funktionsfähigkeit ihrer Hand jedoch nicht vollständig herstellte. Sie starb 1994 an einem Herzstillstand in einem Pflegeheim.

### Ehrungen posthum
1996 wurde Chen in die Hall of Fame der Nation's Restaurant News mit dem Namen „NRN Fifty“ gewählt, zusammen mit James Beard, Julia Child, Wolfgang Puck und Ray Kroc. 1998 wurde sie in die Hall of Fame der James Beard Foundation aufgenommen. 2014 wurde ihr Foto im Rahmen der Briefmarkenserie "Celebrity Chefs Forever" auf einer US-Briefmarke abgebildet und jedes Jahr findet ein „Festival of Dumplings“ in Cambridge statt, um ihren Geburtstag zu feiern. Neun Tage vor ihrem 100. Geburtstag erschien ein illustriertes Kinderbuch über ihr Leben: Dumpling Dreams: Wie Joyce Chen den Dumpling von Peking nach Cambridge brachte.

## Veröffentlichungen (Auswahl)
- Joyce Chen Cook Book. Philadelphia: J.B.Lippincott, 1962, ISBN 978-0397002856.
- Joyce Chen Cook Book. New York: Barnes & Noble Books, 1983.